# Porte Stanislas
La porte Stanislas est une porte de Nancy. 

## Situation et accès
Construite en style dorique par l'architecte Richard Mique en 1761 en remplacement d'un arc initialement créé par Emmanuel Héré, elle est située à l'extrémité ouest de la rue Stanislas.

## Origine du nom
Le monument porte le nom de Stanislas Leszczynski (1677-1766), roi de Pologne, beau-père de Louis XV, duc de Lorraine et de Bar.

## Historique

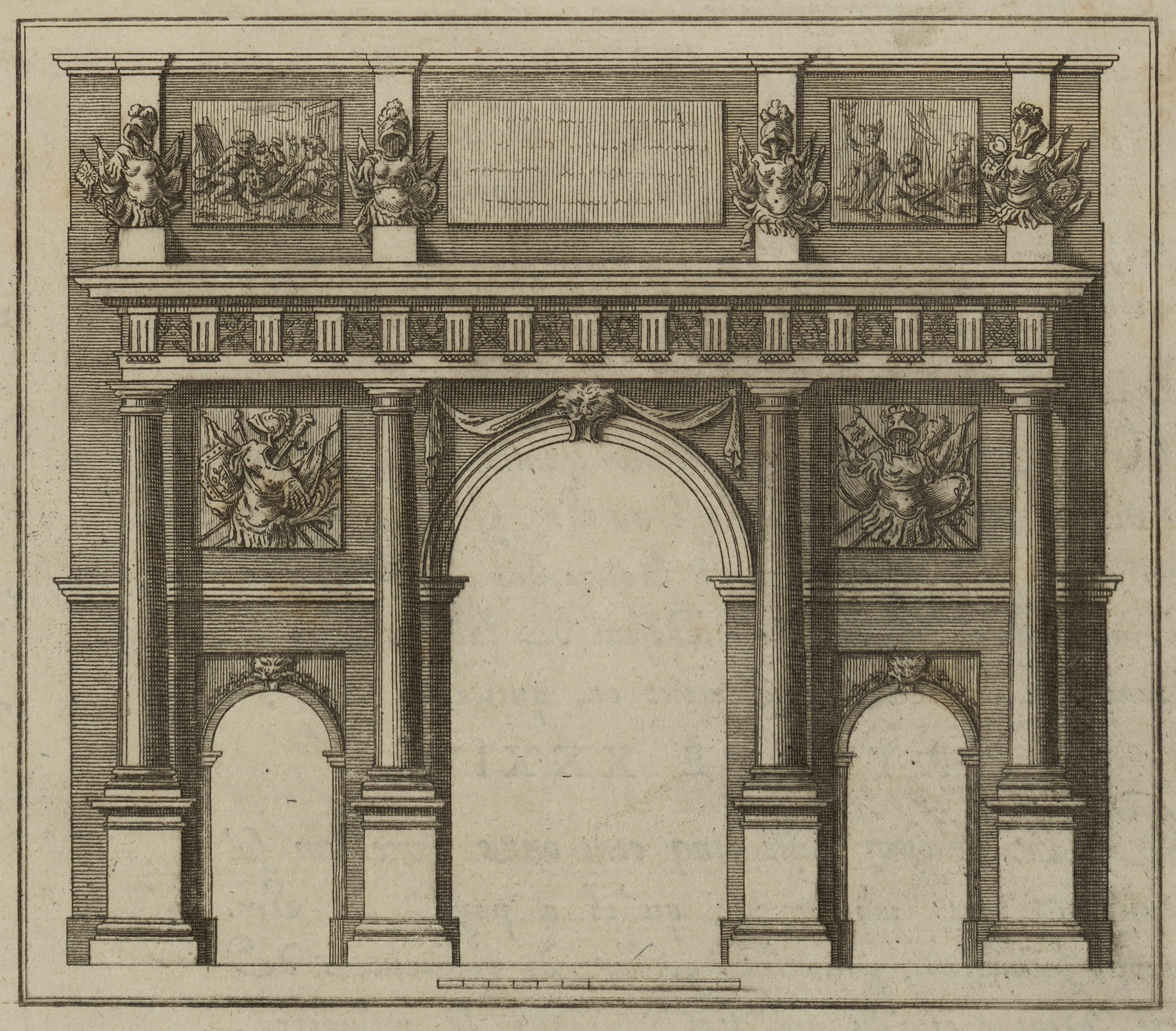
La Porte Saint-Stanislas au XVIII^{e} siècle, par le graveur nancéien Dominique Collin.

Cette porte, ainsi que la porte Sainte-Catherine, s'inscrit dans le plan urbanistique voulu par Stanislas Leszczyński.
Érigée au XVIIIe siècle, elle a été classée monument historique par un arrêté du 15 janvier 1925.
Elle a été restaurée à partir de fin 2009.
Initialement la porte s'appelait Saint-Stanislas. 
Elle prit le nom de Porte de la Montagne à l'époque de la Révolution française, comme l'atteste une inscription encore visible sur l'une des faces de son attique, à partir de l'an III (1795) et jusqu'à la fin de l'Empire elle fut nommée "Porte de Toul". 
En 1792, durant l'été, elle fut sommairement fortifiée (la menace de l'invasion des troupes prussiennes justifiant cela), avec une grille et des palissades de bois. Par ailleurs, une fontaine jouxtait alors la porte sur l'extérieur, côté faubourg. 

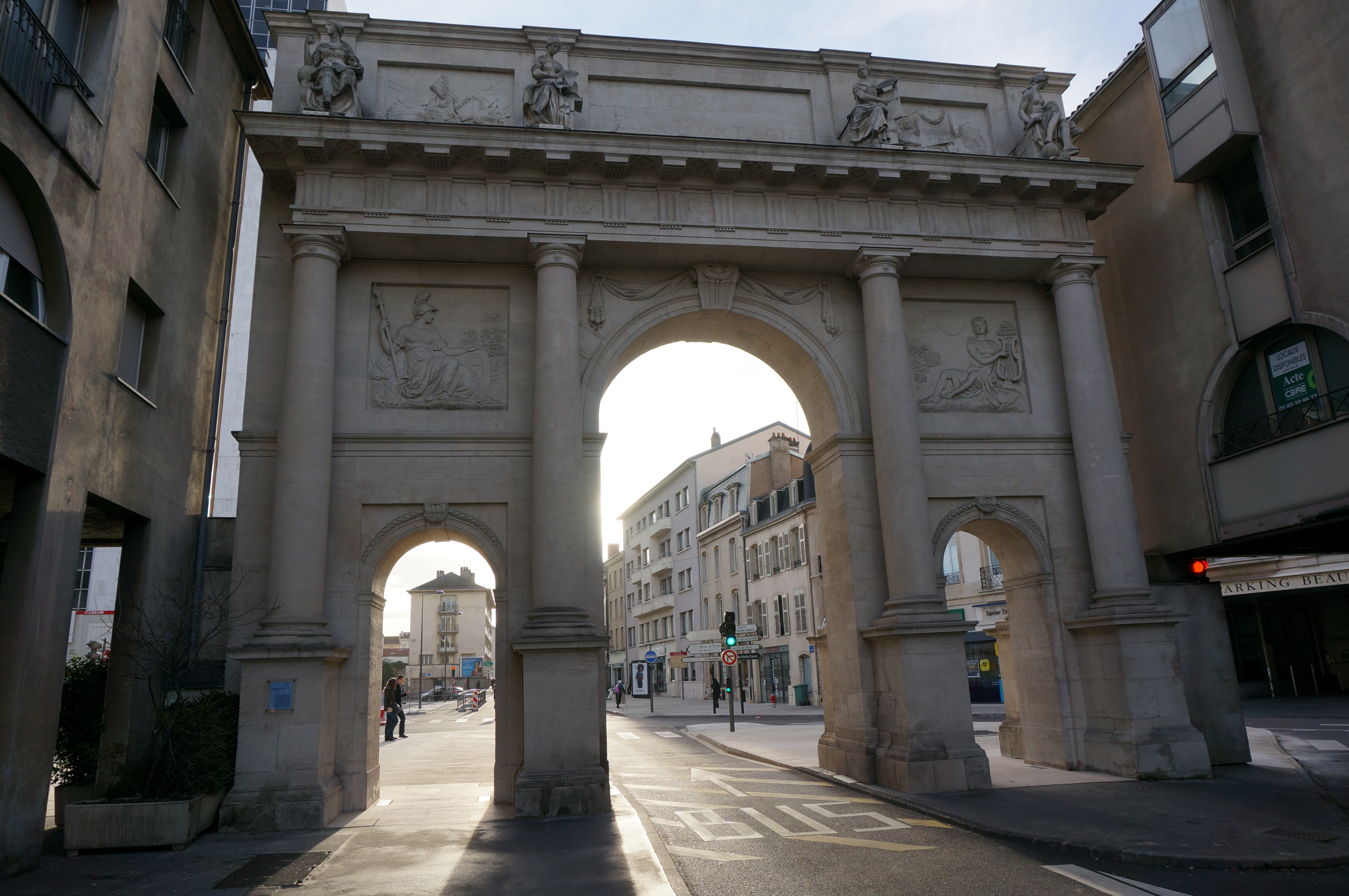
Face côté rue Stanislas.